# Stojczo Moszanow
Stojczo Stefanow Moszanow (bułg. Стойчо Стефанов Мошанов, ur. 25 maja 1892 w Drjanowie, zm. 10 stycznia 1975 w Sofii) – bułgarski prawnik i polityk, minister gospodarki (1935), minister finansów (1935), deputowany do Zgromadzenia Narodowego 21. (1923–1927), 22. (1927–1931), 23. (1931–1934) i 24. kadencji (1938–1939).

## Życiorys
Syn Stefana i Donki, bratanek b. premiera Bułgarii Nikoły Muszanowa. W 1912 ukończył studia prawnicze w Aix-en-Provence. Brał udział w wojnach bałkańskich jako ochotnik, a następnie w czasie I wojny światowej jako oficer rezerwy. Od 1919 członek władz Partii Demokratycznej. W latach 1920–1923 działał w Lidze Wojskowej, opozycyjnej wobec rządów Aleksandra Stambolijskiego. W 1923 został wybrany po raz pierwszy deputowanym do parlamentu. W 1935 objął stanowisko ministra gospodarki, a następnie ministra finansów w gabinecie Andreja Toszewa. W latach 1938–1939 przewodniczył obradom Zgromadzenia Narodowego 24. kadencji.
W czasie II wojny światowej pozostawał w opozycji, dystansował się także od zdominowanego przez komunistów Frontu Ojczyźnianego. 8 sierpnia 1944 na prośbę Iwana Bagrianowa udał się z misją dyplomatyczną do Turcji, gdzie spotkał się z dyplomatą brytyjskim, z którym negocjował warunki wycofania się Bułgarii z działań wojennych. Pod koniec sierpnia 1944 wyjechał do Kairu w przekonaniu, że uda mu się podjąć negocjacje z Aliantami. Misje Moszanowa zakończyły się niepowodzeniem.

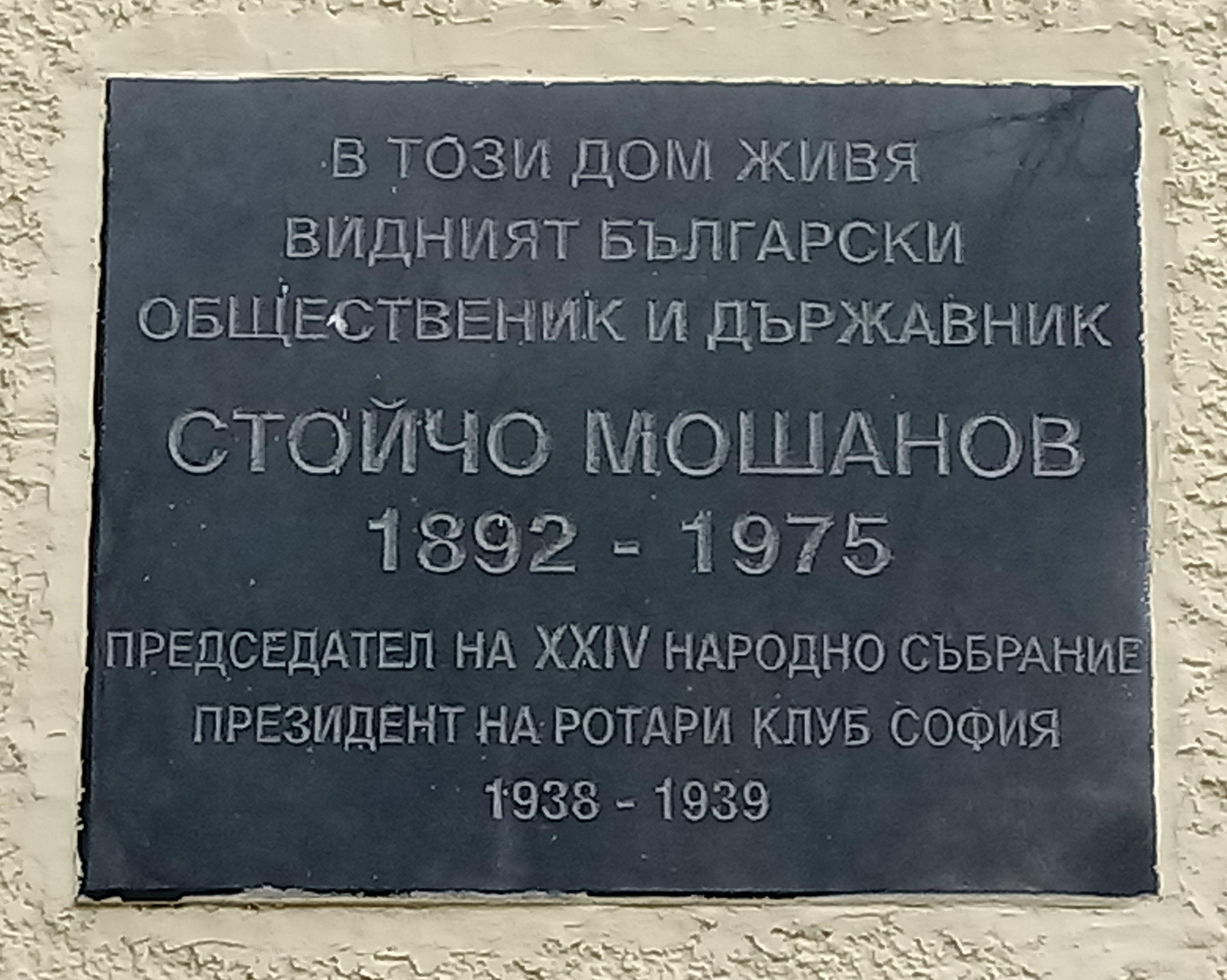
Tablica pamiątkowa na domu, w którym mieszkał Moszanow

Po przejęciu władzy przez komunistów został zatrzymany jako działacz Partii Demokratycznej. W 1947 został internowany w Tyrgowiszte, a w kwietniu 1954 stanął przed sądem i został skazany na 40 miesięcy więzienia. W 1955 wyrok został podwyższony do 12 lat więzienia. Karę odbywał w obozie Belene. Więzienie opuścił w 1959. Zmarł w 1975 w Sofii.
Był żonaty (żona Marija), miał sześcioro dzieci.